# 埃伊纳里·泰雷斯维尔塔
埃伊纳里·泰雷斯维尔塔（芬蘭語：Einari Teräsvirta，1914年12月7日—1995年11月23日），芬兰前男子竞技体操运动员及建筑师。

## 生平
泰雷斯维尔塔曾参加1932年、1936年和1948年三届夏季奥运会，共收获一枚金牌和三枚铜牌。